# San Martín de Provensals

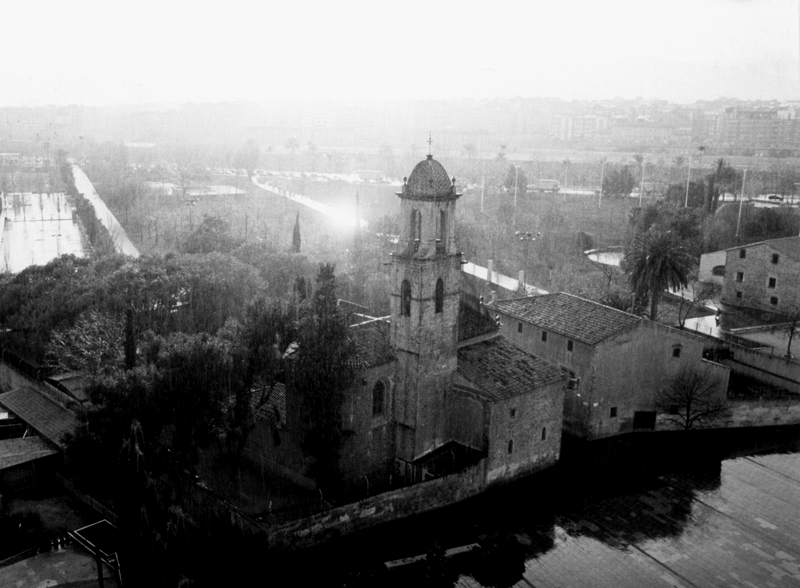
La iglesia parroquial de San Martín de Provensals dio nombre al municipio.

San Martín de Provensals (en catalán, Sant Martí de Provençals y documentado desde 1359 como Sent Martí de Prohensals, en español se han empleado indistintamente las formas San Martín de Provensals, Sant Martí de Provensals o San Martí de Provensals) es un barrio del distrito de San Martín de Barcelona. Es un antiguo municipio creado a raíz de las reformas emprendidas por el rey Felipe V con el Decreto de Nueva Planta y localizado en el sector noreste del llano de Barcelona, en Cataluña, España. El pueblo y municipio tuvo desde el siglo X una población discreta, que aumentó considerablemente durante el siglo XIX y principios del siglo XX a causa de la influencia expansiva de la vecina Barcelona y la pujante industria asentada en el municipio. El contacto entre este municipio y otros del llano de Barcelona junto al crecimiento previsto de Barcelona mediante la aplicación de planes como el de Ildefonso Cerdá condujeron a la anexión de varios de estos municipios a Barcelona en 1897.

## Delimitaciones histórica y actual

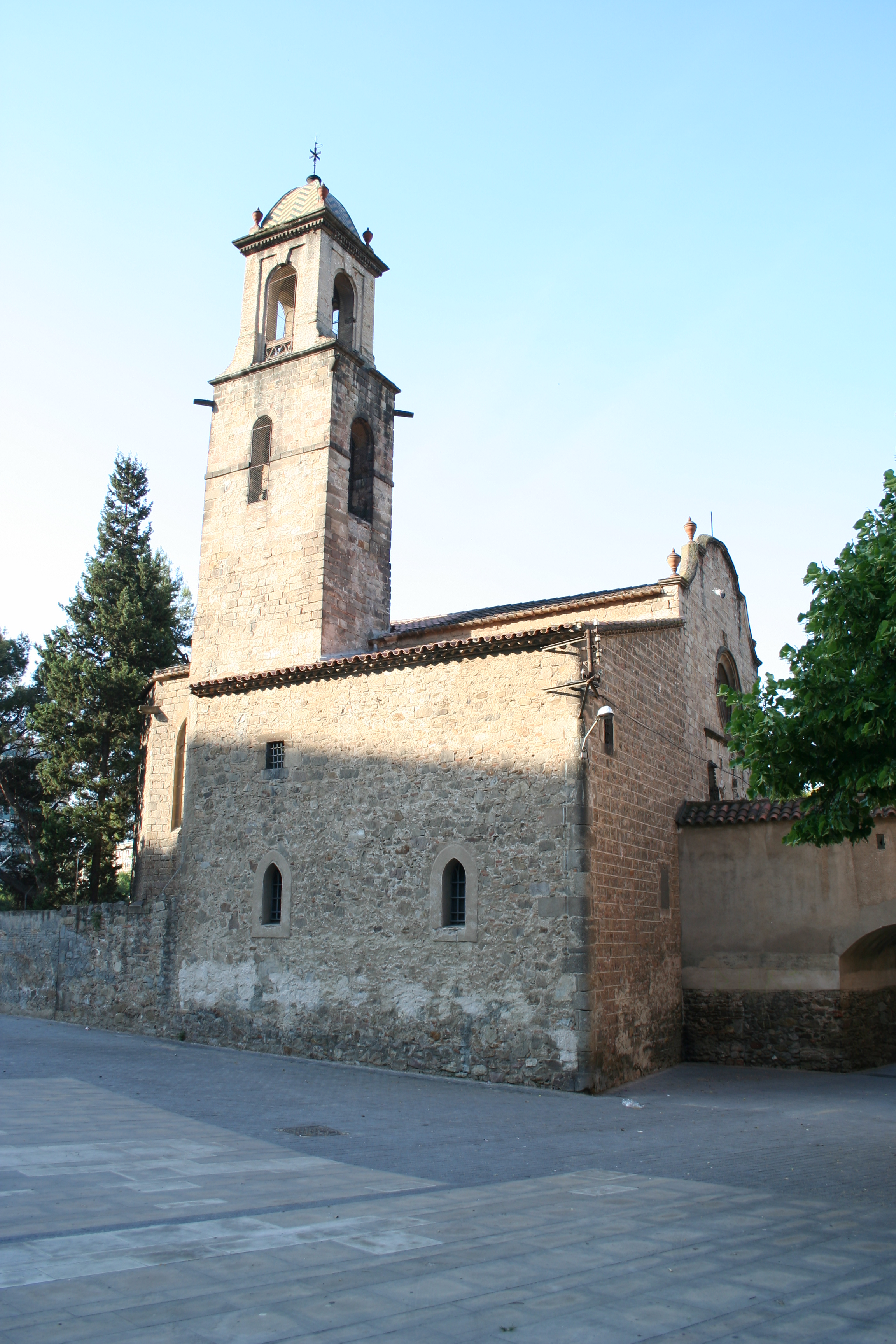
Parroquia de San Mati

Con la última división administrativa del Ayuntamiento de Barcelona en 1984, se reconoce una identidad y autonomía local en gran parte del territorio del antiguo municipio de San Martín de Provensals al hacerlo coincidir la mayor parte del territorio incluido en el distrito de San Martín, exceptuando Guinardó, actualmente en el distrito de Horta-Guinardó, La Sagrera en el de Sant Andreu, y partes pertenecientes a Ciutat Vella (desde la calle Marina) y Ensanche desde la calle Nápoles por san Quintín hasta el Guinardó exceptuando el cementerio de Pueblo Nuevo agregado a Barcelona en 1848 y la calle Icaria que lo unía con Barcelona agregada asimismo a Barcelona pero con derechos de circulación por parte de San Martín, en las décadas de 1870-80 Pueblo Nuevo solicitó la segregación de San Martín desde la actual calle Marina hasta la riera de Horta y desde Pallars/Pedro IV hasta el Mar, expediente archivado al decretarse la unificación municipal en el llano de Barcelona (Besós-Llobregat). Se escogió como límite la riera de Horta (rambla de Prim) y no la riera Madriguera límite con San Adrián de Besós porque desde la riera de Horta hasta el río Besós y desde Potosí hasta el mar se ubicaría el Parque del Besós que se suponía agregable a Barcelona para su mantenimiento.
Desde 2006, un barrio del distrito recibe el mismo nombre del antiguo municipio.
El actual barrio de San Martín de Provensals está delimitado por las calles Gran Vía de las Cortes Catalanas, calle Espronceda, las vías del tren de Girona, y la calle Cantabria, que lo separa de La Verneda y la Paz, barrio con el que forma un contiguo social.

## Etimología
Si bien San Martín refiere claramente a San Martín de Tours, para el topónimo Provensals se han propuesto dos teorías. La más erudita, menos fiable y difícil de probar es la que conecta el topónimo con la voz latina medieval agri provintiales, campos habitados y cultivados desde la época romana. La base de  PROVINCIA  como origen etimológico se encuentra también en otro sentido en la segunda teoría, que relaciona con provenzales, o habitantes de Provenza, cuya etimología es la misma. Se cree que podría provenir de un grupo de habitantes de aquella región que se asentaron en el territorio tras la conquista franca de la ciudad de Barcelona en 801. 
Si bien es improbable que Martín de Tours pisara el lugar en vida algunas leyendas dan cuenta de la presencia en la localidad del santo (aun cuando, durante su vida en el siglo IV, no hay documentada presencia humana en el territorio de San Martín). El Costumari Català de Joan Amades recoge una de ellas, en la que un frío día de otoño el santo se aloja en casa de un habitante del pueblo que se queja del frío de esa época y el mal que puede provocar en sus tierras como la pobreza o el hambre. Por lo bien que había sido tratado, el santo se propone remediar la situación y consigue que las temperaturas amainen durante esas fechas (alrededor del día de San Martín), en lo que es llamado estiuet de Sant Martí (veranito de San Martín). La leyenda dice que la casa en la que se alojó el santo luego fue convertida en iglesia, y esta es la actual iglesia parroquial de San Martín que da nombre a la zona. Amades sugiere que la tradición local catalana de San Martín es debida a su veneración por parte de las tropas francas de la conquista durante los siglos VIII y IX. Otras leyendas locales sitúan el capítulo de la capa y el pobre de este santo en las inmediaciones de San Martín.

## Historia
La primera constancia de población en el territorio se encuentra documentado en 989 bajo el topónimo de Provençals. La población e incremento de la población a principios de la Baja Edad Media se atribuye a la construcción de la Acequia Condal que acercaba las aguas del río Besós a Barcelona, gracias al cual se construyeron varios molinos y masías para aprovecharse de este curso fluvial. Para defender el territorio pronto se construyó una primitiva fortaleza, llamada oppidum en 995 y fortitudo en 1097. Un documento de 1046 ya habla de unas casas con una torre cerca de San Martín. El núcleo de población se centró en la iglesia de San Martín de Provensals que pese a que su fecha de construcción es desconocida, se sabe que en 1502 dejó de depender de San Andrés de Palomar para afiliarse a la iglesia de Santa María del Mar de Barcelona. Una despoblación de mediados del siglo XIV es patente en un censo que registró para esta parroquia solo 17 hogares (focs). Hacia finales del siglo XV, la iglesia fue reedificada, primeramente en estilo gótico tardío en cuya portalada se inscribe un tímpano de escultura que retrata al santo en el momento de partir su capa para donarla al pobre. La obra no se completó hasta 1688, ya con tintes barrocos y una comunidad de habitantes reflorecida. Es alrededor de los siglos XVI y XVII que se edifican algunas construcciones en el área de la Sagrera. En el XVII surgió el núcleo del Clot de la Mel, o Clot, que en el siglo siguiente ya era el principal y fue donde se situó la sede del Ayuntamiento. 

### Industrialización
La industria llegó a ser una de las señales de identidad del municipio, al que se le asociaron nombres como El obrador de Barcelona o El Manchester catalán (o El Manchester Español). La industrialización se inició en el siglo XVIII por la explotación de prados de indianas que aumentó en el siglo siguiente y se extendió principalmente por el Taulat y el Poblenou. Ya en el censo de Madoz de 1845 se registra, aparte de las fábricas de indianas, adoberías, una fábrica de ácido sulfúrico y nítrico, una fábrica de patatas, una de cuerdas para barcos, tres de tintes y cinco molinos de harina. Los núcleos del Clot y Poblenou fueron los que concentraron mayormente la industria.

### La anexión a Barcelona

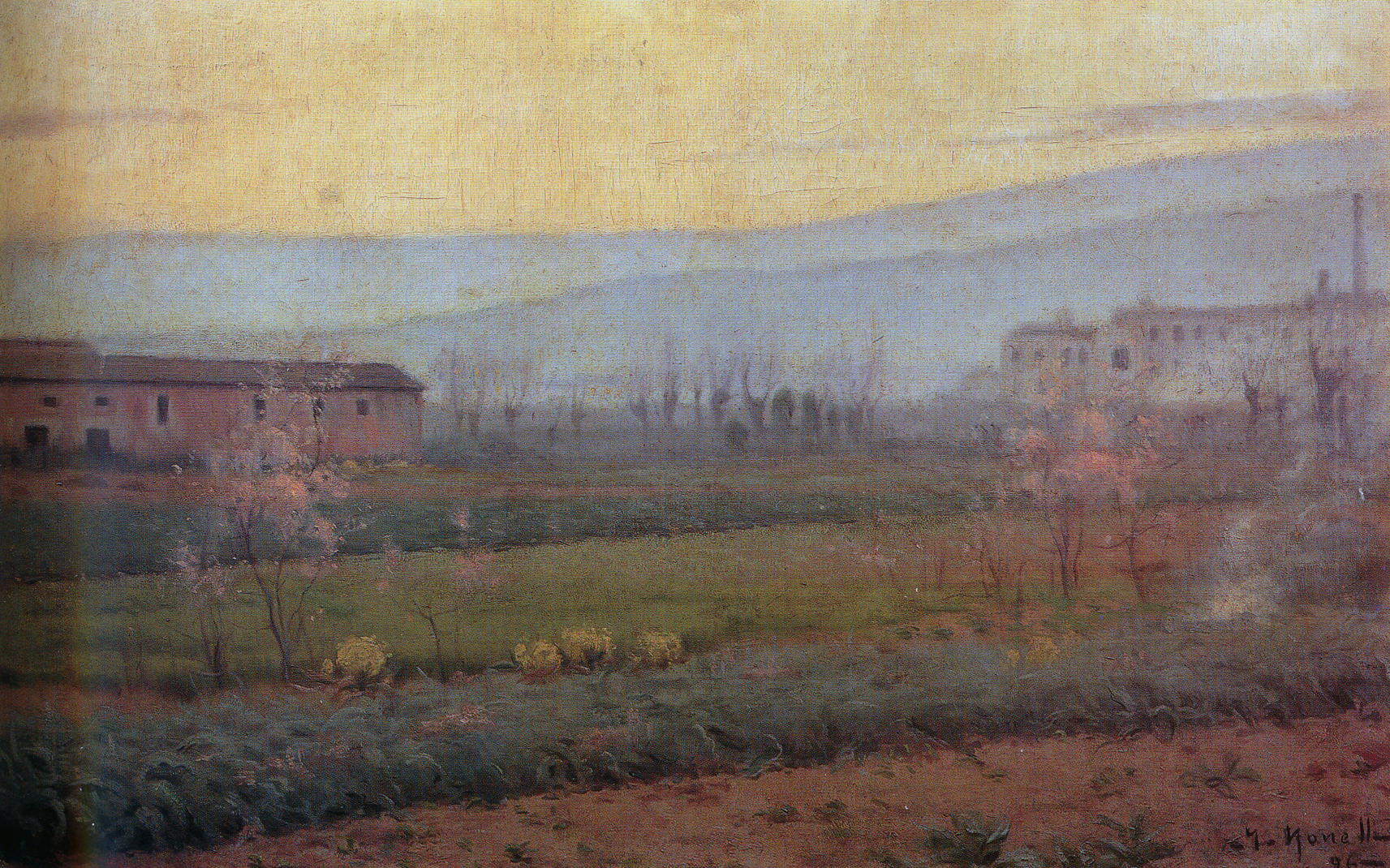
Al atardecer. Sant Martí de Provençals (1896), cuadro de Isidre Nonell (1872-1911).

Los primeros pasos serios para la agregación de los municipios del llano a la ciudad de Barcelona se dieron en 1876 por iniciativa del diputado conservador Marià Maspons i Labrós, aduciendo que la agregación de estos municipios colindantes a la capital catalana facilitarían su crecimiento y permitiría la aplicación del Plan Cerdà. En 1886, la Dirección General de Administración Local ordenó a la Diputación de Barcelona agilizar el expediente de agregación de aquellos municipios. Sin embargo, muchos habitantes de estos municipios se opusieron a este plan, tanto por cuestiones identitarias como por evitar el aumento de la contribución industrial e impuesto de consumo, que aumentarían tras la agregación de acuerdo al régimen de Barcelona. Con el tiempo, algunos sectores de la población fueron aceptando la anexión, como se anotó en el diario local L'Arch de Sant Martí:

La agregación viene por ella misma; es un caso natural que más tarde o más pronto debe ser un hecho, pese a todos.

Algunos sectores sí fueron partidarios desde el principio de la anexión, como los propietarios de suelo urbano, que aspiraban a la revalorización de sus terrenos tras la anexión. Sin embargo, los propietarios de las fábricas ya edificadas tomaban partido antianexionista para mantener las contribuciones más bajas dado el carácter del municipio de San Martín. El 30 de noviembre de 1893 un grupo pidió que parte del territorio fuera agregado a Barcelona, a lo que el ayuntamiento martinense aceptó. El 20 de abril de 1897 se firmó el decreto de agregación, que anexaba a Barcelona los municipios de Les Corts de Sarrià, Sants, Gracia, San Andrés de Palomar, San Gervasio de Cassolas y San Martín de Provensals. La cuestión de los municipios de Sant Joan d'Horta, San Adrián de Besós (solo hasta el río Besós) y Sarrià se resolvería posteriormente. El decreto aumentaría los impuestos de consumo pero se acordó congelar durante diez años las tasas industriales. Las voces contrarias a la anexión siguieron vivas algún tiempo, algunos ciudadanos celebraron una reunión de carácter antiagregacionista, y algunos diarios, como El Provensalense se posicionaron a favor de aquel movimiento, que para el 30 de mayo de aquel año había recolectado 10 000 firmas a favor de la revocación del decreto de agregación.

### Símbolos

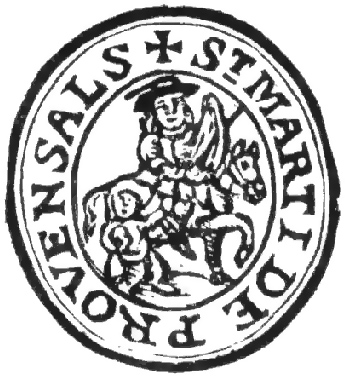
Primer sello municipal de San Martín de Provensals.

Escudo propuesto y adoptado en 1855.

El primer símbolo que adoptó el nuevo Ayuntamiento surgido tras el Decreto de Nueva Planta aparece en forma de sello municipal a mediados del siglo XVIII en el que se muestra a San Martín compartiendo su capa con un pobre, rodeado de una leyenda con el nombre del municipio en catalán, ST MARTI DE PROVENSALS. Esta iconografía se mantuvo hasta principios de la década de 1830 si bien había ido modificándose el diseño del dibujo. Desde 1833 a 1842 el sello muestra la figura de San Martín aunque en oficio de obispo, con báculo y mitra, y con leyenda en castellano. En 1842 el sello cambia, y es utilizado uno que muestra un libro (la Constitución), bajo este, dos palmas cruzadas; la leyenda añade ALCALDIA CONSTITUCIONAL. Con la siguiente Constitución, en 1845, se vuelve a la primera representación de San Martín y la leyenda indica AYUNTAMIENTO CONSTL DE S. MARTIN DE PROVENSALS. En 1848 cambia totalmente la disposición del sello y se muestran los atributos de San Martín como obispo y caballero: mitra, espada, báculo y vaina, incluyendo elementos heráldicos de Barcelona: cuatro palos y cruz de San Jorge. En diciembre de 1857, por mandato de la Diputación de la provincia de Barcelona ordenó que todos los pueblos hicieran nuevos sellos y escudos en consonancia con su historia. El 25 de enero de 1855 el Ayuntamiento de San Martín adoptó el escudo que el rey de armas Bruno Rigalt había elaborado: «partido en faja, en la parte superior campo de azur con el lambel de Provenza y en la parte inferior campo de plata con la Cruz de San Jorge de gules; el todo cimado con una corona antigua». Este escudo, que asume la teoría del topónimo relacionándolo con la región provenzana se mostrará, sin embargo, en algunos sellos sin dicho lambel. En otras ocasiones, el lambel de Provenza, que es de gules, es mostrado en plata. La Gran Enciclopedia Comarcal (de Enciclopedia Catalana) muestra un escudo para San Martín en el que el primer cuartel, de azur, aparece sembrado de flores de lis de oro, además del lambel de gules.

## Geografía humana

### Núcleos y barrios
El censo de Madoz, realizado en 1845 anota a los 2.444 habitantes y 900 casas divididas en cuatro núcleos de población o partidas, llamadas la Sagrera, el Taulat, el Clot y la Muntanya.
| Gráfica de evolución demográfica de San Martín de Provensals entre S.XIV y 1887 |
|                                                                                 |
| Fuente: INE de España                                                           |

### Demografía
| Gráfica de evolución demográfica de San Martín de Provensals entre 1842 y 1887 |
| |
| Población de derecho según los censos de población del INE. Población de hecho según los censos de población del INE.Entre el censo de 1897 y el anterior, este municipio desaparece porque se integra en el municipio Barcelona. |

## Patrimonio
Torre de Fang, Torre dels Pardals - Rec Comtal